# ابن الباشا (مسلسل)
ابن الباشا هو مسلسل تلفزيوني عراقي عرض في عام 2025.من إخراج جوليان معلوف وإنتاج "شركة سيدرز آرت برودكشن" تم بثه في رمضان 2025 على قناة إم بي سي العراق.

## قصة المسلسل
يدخل ابنا مسؤولين رفيعي المستوى وأصحاب نفوذ قوي في حرب شرسة بين الخير والشر، حيث يعمل حامد مُحققًا يحارب الفساد ويسعى جاهدًا لتحقيق العدالة، بينما يتورط نعمة في شبكة معقدة من الفساد والتلاعب، ويتطور الصراع بينهما ليشمل أشخاصًا فاسدين وآخرين أبرياء.

## طاقم العمل
- بكر خالد
- هند نزار
- سيف الشريف
- محمود أبو العباس
- غانم حميد
- عادل عثمان
- إنعام الربيعي
- مارتا حامد
- علي جبار
- أساور عزت
- حسين محسن
- سيف حبيب
- مهند الأمير
- مصطفى ابراهيم
- اياد الربيعي
- أحمد الهاشمي
- نوار العطار
- طه المشهداني
- طارق شاكر
- سامان العزاوي
- عقيل الزيدي

## انتقادات
تعرض المسلسل لانتقادات واتهامات بانه نسخة طبق الأصل من المسلسل الإيراني «آقازاده» (بمعنى أبناء السادة)، حتى في تصميم الملصق، بالإضافة إلى تشابه أسماء الشخصيات والحوارات بشكل كبير. والتزم صناع المسلسل الصمت، دون أي توضيح أو رد على الاتهامات.